# مروان لغنج
مروان لغنج (انگلیسی: Marouan Laghnej؛ زادهٔ ۲۲ آوریل ۱۹۸۶) بازیکن بسکتبال اهل تونس است.
از باشگاه‌هایی که در آن بازی کرده‌است می‌توان به باشگاه فوتبال القیروانیه اشاره کرد.
وی در مسابقات کشوری و بین‌المللی در مجموع برندهٔ ۱ مدال طلا شده‌است.